# Veneto Open
Il Veneto Open è stato un torneo femminile di tennis che si teneva a Gaiba in Italia dal 2022 al 2024. Faceva parte della categoria WTA 125 e si giocava sull'erba del Tennis Club Gaiba, in preparazione al Torneo di Wimbledon. È stato il primo torneo di categoria WTA 125 a disputarsi sull'erba. Nella cultura popolare, il torneo viene anche denominato Gaibledon.
Nell'ultima edizione Alycia Parks ha vinto sia nel singolare che nel doppio, unica tennista a riuscirci.

## Albo d'oro

### Singolare
| Anno | Categoria | Campionessa         | Finalista     | Punteggio     |
| ---- | --------- | ------------------- | ------------- | ------------- |
| 2022 | WTA 125   | Alison Van Uytvanck | Sara Errani   | 6–4, 6–3      |
| 2023 | WTA 125   | Ashlyn Krueger      | Tatjana Maria | 3–6, 6–4, 7–5 |
| 2024 | WTA 125   | Alycia Parks        | Bernarda Pera | 6–3, 6–1      |

### Doppio
| Anno | Categoria | Campionesse                  | Finaliste                             | Punteggio        |
| ---- | --------- | ---------------------------- | ------------------------------------- | ---------------- |
| 2022 | WTA 125   | Madison Brengle Claire Liu   | Vitalija D'jačenko Oksana Kalašnikova | 6–4, 6–3         |
| 2023 | WTA 125   | Han Na-lae Jang Su-jeong     | Weronika Falkowska Katarzyna Piter    | 6–3, 3–6, [10–6] |
| 2024 | WTA 125   | Hailey Baptiste Alycia Parks | Miriam Kolodziejová Anna Sisková      | 7–6(4), 6–2      |